# Alexeï Alexeïevitch Ignatiev
Pour les autres membres de la famille, voir Famille Ignatiev.
Comte Alexeï Alexeïevitch Ignatiev (en alphabet cyrillique Граф Алексей Алексеевич Игнатьев), né le 14 mars 1877 à Saint-Pétersbourg, mort le 20 novembre 1954 à Moscou, est un major-général et attaché militaire sous l'Empire russe, lieutenant-général et écrivain sous le régime soviétique.

## Famille
Fils aîné du comte Alexeï Pavlovitch Ignatiev et de son épouse la princesse Sofia Sergueïevna Merchchterskaïa (1850-1944),.

### Mariage
Le comte Alexeï Alexeïevitch Ignatiev épousa Ielena Vladimirovna Okhtnikovova (1888-1975) dont il divorcera en 1914.
En 1918, il épousa la ballerine Natalia Vladimirovna Troukhanova (1855-1956).

## Biographie

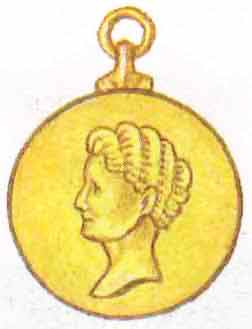
Insigne du Régiment de Lanciers de la Garde de Sa Majesté l'Impératrice Maria Fiodorovna 1903.

Le comte Alexeï Alexeïevitch Ignatiev naquit le 13 mars 1877, il était issu d'une famille de la noblesse russe, il eut pour ascendant Fiodor Akinfovitch Biakont Il fut l'héritier d'une grande famille de militaires couvrant plusieurs générations. Son père, le comte Alexeï Pavlovitch Ignatiev fut général d'infanterie et adjoint au ministre de l'Intérieur de la Russie impériale. Son grand-père, le comte Pavel Nikolaïevitch fut également un général d'infanterie, après les Guerres napoléoniennes auxquelles il participa, il occupa le poste de gouverneur général de Saint-Pétersbourg. Son oncle, Nikolaï Pavlovitch fut général d'infanterie et diplomate sous le règne de Nicolas II de Russie. Son frère, Pavel Alexeïevitch fut colonel et occupa le poste de chef des bureaux inter-alliés en France.

### Évolution de la carrière militaire du comte Ignatiev
- 1896 : Cornette.
- 1900 : lieutenant.
- 1902 : capitaine de la garde puis capitaine-major général.
- 1909 : Colonel.
- 1917 : Major-général.
- 1943 : Lieutenant-général dans l'Armée rouge.

### Carrière militaire

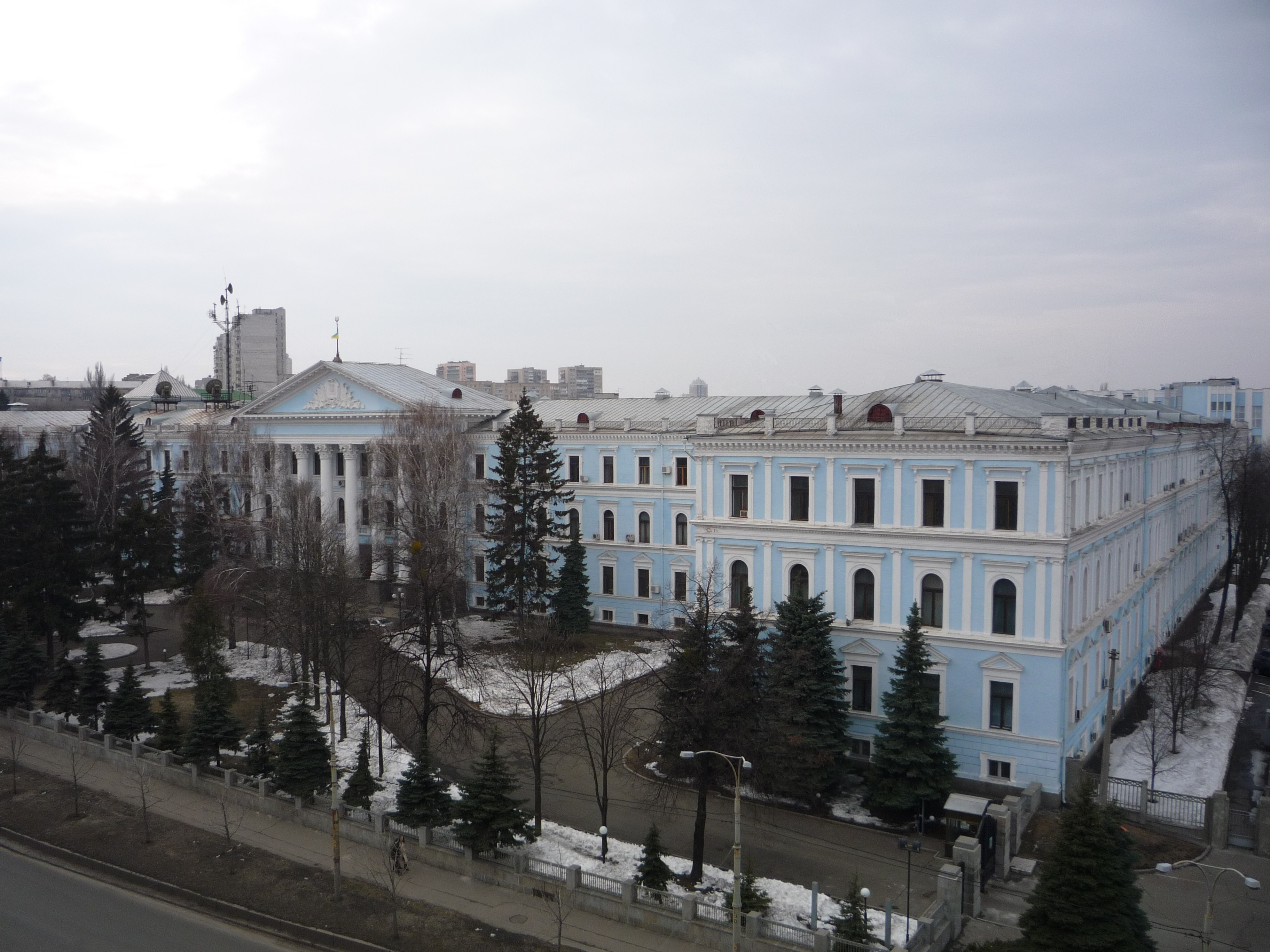
Ancien édifice du Corps des Cadets grand-duc Vladimir de Kiev (aujourd'hui il abrite le ministère de la Défense de l'Ukraine.

Comme chaque membre masculin de la famille Ignatiev, le jeune Alexeï Alexeïevitch fut destiné à une carrière militaire. Âgé de 17 ans (1894), diplômé du Corps des Cadets Vladimir de Kiev, il fit son entrée au Corps des Pages de Saint-Pétersbourg, école militaire d'élite où furent inscrits jadis son père et son grand-père. En 1896, après l'obtention de son diplôme, promu cornette, il reçut son affectation pour servir dans un Corps de cavalerie. En 1900, il fut élevé au grade de lieutenant. En 1902, il fut diplômé de l'Académie de l'état-major général et obtint une nouvelle promotion, capitaine. De 1902 à 1903, il fut affecté dans une école d'officier de cavalerie afin d'étudier la technique de combat. De 1903 à 1904, il commanda un escadron du Régiment de lanciers de la Garde de Sa Majesté l'Impératrice Alexandra Fiodorovna.

### Guerre russo-japonaise

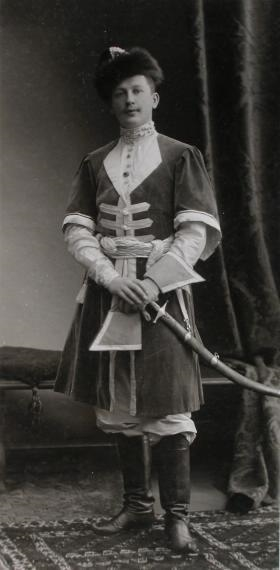
Le comte Alexeï Alexeïevitch Ignatiev portait un costume du XVIIe siècle, du temps du tsar Alexis Mikhaïlovitch.

Le capitaine Ignatiev fut engagé dans le conflit opposant l'Empire russe à l'empire du Japon. De février 1905 à août 1905, dans les rangs de l'Armée de Mandchourie, il servit en qualité d'adjudant-adjoint (à partir de décembre 1905 comme capitaine-adjudant) quartier-maître général. Entre novembre 1904 et mai 1905, il fut affecté dans l'Armée d'Extrême-Orient où il servit en qualité d'officier supérieur à l'état-major de l'armée russe. D'août à décembre 1905, il fut affecté à l'état-major de l'Armée de Mandchourie.

### Attaché militaire de la Russie impériale en Europe occidentale
En 1908, le comte Ignatiev séjourna au Danemark, en Suède et en Norvège en qualité d'attaché militaire de la Russie impériale en Europe occidentale. De 1912 à 1917, il occupa les fonctions d'attaché militaire en France et dans le même temps il représenta l'armée russe au quartier général de l'Armée française. Nicolas II de Russie lui confia la tâche de renforcer la collaboration entre l'armée française et l'Armée impériale de Russie.

### Première Guerre mondiale
Au cours de la Première Guerre mondiale, le comte Ignatiev signa des contrats militaires avec la France, il acheta des armes et du matériel de guerre et les expédia vers la Russie. Au cours de cette période l'un de ses assistants fut Mikhaïl Mikhaïlovitch Kostevich (1877-1957) / (officier d'artillerie, expert en explosifs).
Au cours de la Première Guerre mondiale, afin de permettre au comte Ignatiev de régler les achats de matériels militaires destinés à l'Armée impériale russe, en septembre 1917, sur l'ordre de Nicolas II de Russie, Alexeï Alexeïevitch administra seul des fonds appartenant à l'Empire russe, ceux-ci furent détenus à la Banque de France, son montant s'élevait à 225 millions de roubles-or.
En 1914, le comte Ignatiev fut intéressé par l'achat d'obus destinés aux canons de 75 mm (dont le principal concepteur fut Joseph-Albert Deport) destinés à l'artillerie russe, mais, il se heurta aux militaires français « Trop de travail pour les petits ateliers » écrivit le comte Ignatiev. Au cours de son séjour en France, responsable du haut commandement russe en France, à cette même époque, il fut le témoin du désordre régnant dans l'industrie militaire française, en outre, il constata l'existence de pots-de-vin entre les fonctionnaires et les chefs d'entreprise. En 1915, le général Louis Baquet occupant à cette époque le poste d'adjoint au sous-secrétaire d'État de l'Artillerie et des Munitions suggéra au comte Ignatiev de s'adresser à André Citroën. Selon le témoignage du major-général Ignatiev, les deux hommes se rencontrèrent au début de l'année 1915. L'industriel français s'adressant au comte lui proposa de construire une usine pour la construction d'obus Shrapnel destinée au canon de 75 mm. « Aujourd'hui, nous sommes le 10 mars (1915), le 1er août l'usine sera construite, l'exécution de toutes les commandes devront être remplies pour le 1er août 1916. 60 francs l'obus payable à l'avance »

### Révolution d'octobre 1917

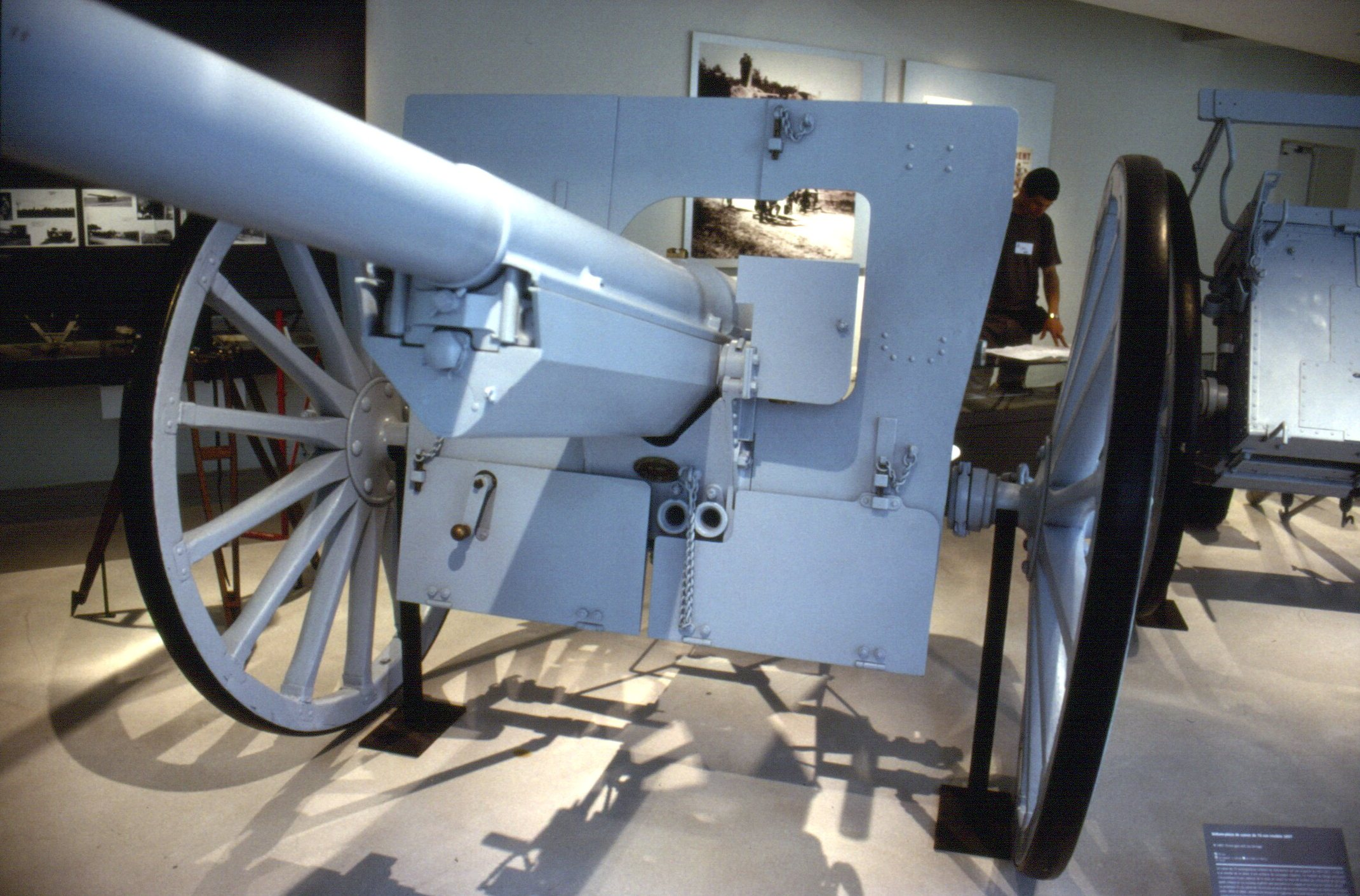
Canon de 75 modèle 1897. Exposé au Musée de l'Armée (Hôtel des Invalides).

Après les évènements de février 1917, le colonel Ignatiev fut suspendu de ses fonctions d'attaché militaire, mais demeura en France. Après les journées de juillet 1917, Alexandre Fiodorovitch Kerenski le promut major-général et le rétablit dans ses fonctions, Alexeï Alexeïevitch continua donc à représenter les intérêts militaires de la Russie en France.
Après la Révolution d'octobre, le comte Ignatiev n'apporta aucun soutien au gouvernement soviétique. Les Alliés de la Russie impériale lors de la Première Guerre mondiale tentèrent d'obtenir du comte Ignatiev le versement des sommes restantes déposées sur plusieurs comptes bancaires. Le major-général s'empressa de retirer les sommes et les fit transférer sur son compte. (Selon certaines sources, en 1917, Alexeï Alexeïevitch Ignatiev posséda sur son compte personnel de 225 millions de francs (évalué en 2010 à 2 milliards de dollars). Malgré cette très importante somme d'argent, le comte et son épouse vécurent humblement.
Une partie des fonds destinés à acheter du matériel militaire pour l'Empire russe fut versée aux Russes exilés en France, afin de subvenir à leurs besoins et en en qualité de « représentants légitimes de la Russie ».
le comte leur versa de l'argent.

### Retour en Union soviétique

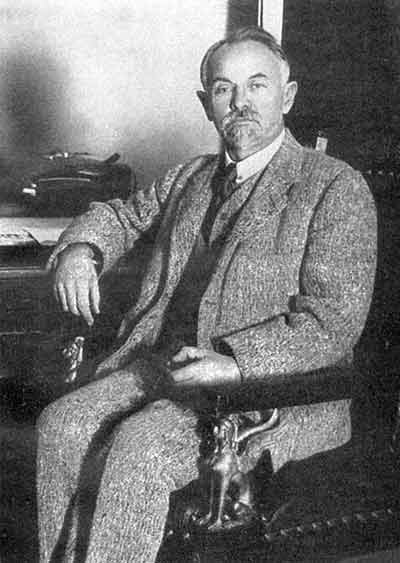
Leonid Borissovitch Krassine en 1926.

En 1924, le comte Ignatiev rencontra à Paris Leonid Borissovitch Krassine. Lors de cette entrevue, le major-général remit la totalité de la somme d'argent au commissaire du peuple pour le commerce extérieur de la RSFSR. Alexeï Alexeïevitch fut soumis à une critique sévère de la part des milieux de l'émigration russe, les exilés le qualifièrent de traître et le désavouèrent. Il fut rayé des listes des anciens élèves du Corps des Pages et des officiers de la cavalerie de l'Armée impériale de Russie. Sa mère, le désavoua et lui interdit même l'entrée de son domicile, en outre, elle le pria de ne pas assister à ses obsèques. Son frère, le comte Pavel Alexeïevitch Ignatiev (1878-?) tenta de le tuer. Le baron Carl Gustaf Emil Mannerheim qui fréquenta à la même époque l'Académie de l'état-major général rompit tous liens d'amités avec le comte.
En 1937, le major-général s'installa en Union soviétique avec sa seconde épouse, auparavant, il occupa les fonctions de représentant commercial soviétique à Paris. À son arrivée en Russie, il servit dans l'Armée rouge où il enseigna les langues étrangères aux officiers, il en fut également le rédacteur en chef. La même année, il fut nommé au poste de directeur des langues étrangères de l'Académie militaire médicale de Kirov. En 1942, le poste de rédacteur en chef du Département de littérature de publications historiques et militaires du Commissariat du peuple à la Défense de l'URSS lui fut confié.
Lors de son retour en Russie, le comte Ignatiev prit du service dans l'Armée rouge au grade :
- 1937 : Brigadier-général.
- 6 avril 1940 : Major-général.
- 29 août 1943, le comte Ignatiev fut promu lieutenant-général[10].

## Décès et inhumation
En 1947, il quitta l'armée, Le 20 novembre 1954, le comte Alexeï Alexeïevitch Ignatiev s'éteignit à Moscou. Il fut inhumé au cimetière de Novodevitchi.

## Distinctions
- 1914 : Ordre de Saint-Vladimir (3e classe).
- 1906 : Ordre de Saint-Vladimir (4e classe / avec épées).
- 1908 : Ordre de Sainte-Anne (2e classe).
- 1905 : Ordre de Sainte-Anne (4e classe).
- 1906 : Ordre de Saint-Stanislas (2e classe / avec épées).
- 1905 : Ordre de Saint-Stanislas (3e classe / avec ruban et épées).

### Hommages
La base aérienne comte Ignatiev de Bulgarie porte son nom.

## À noter
- Vraisemblablement, ce fut sur la demande du comte Ignatiev que les épaulettes furent rétablies dans l'Armée rouge[9].
- En 2009, un film fut consacré au comte Ignatiev[11].

## Œuvres
- Le comte Ignatiev fut l'auteur d'un livre de cuisine[12].
- Cinquante de service : Mémoires du comte Alexeï Alexeïevitch Ignatiev. En ligne.militera.lib.ru